# 752

## Eventos
- 26 de Março - É eleito o Papa Estêvão III.
- 1.º governo de Milão de Narbona sobre a cidade de Narbona, França. Este governo durou somente até 753.

## Nascimentos
- Irene de Atenas, imperatriz bizantina (m. 803).

## Mortes
- 22 de Março - Papa Zacarias